# 李亚林
李亚林（1931年—1988年），男，辽宁金县人，中国电影表演艺术家，长春电影制片厂演员，新中国人民演员。
他是中国影协第四、五届理事
1987年《井》获第十九届意大利陶米尔纳国际电影节最佳影片三等奖
潘虹凭借此片获金鸡奖最佳女主角
1984年《为什么生我》获文化部优秀影片奖
1981年《被爱情遗忘的角落》文化部优秀影片奖
贺小书凭借此片获金鸡奖最佳女主角奖。
影片被评为“40年来十大爱情片”第二位。